# Justin Eboigbe
Justin Eboigbe (9 aprile 2001) è un giocatore di football americano statunitense che milita nel ruolo di defensive end per i Los Angeles Chargers della National Football League (NFL).

## Carriera universitaria
Nella sua prima stagione ad Alabama nel 2019, Eboigbe disputò 10 partite, di cui 2 come titolare, mettendo a segno 10 tackle e 1,5 sack. Nel 2020 ebbe 19 placcaggi e un intercetto in 13 gare mentre nel 2021 totalizzò 19 tackle e 0,5 sack in 15 partite. Nel 2022 disputò le prime quattro partite prima di subire un infortunio al collo e perdere il resto della stagione. Fece ritorno in campo nel 2023, venendo inserito nella formazione ideale della Southeastern Conference (SEC).

## Carriera professionistica

### Los Angeles Chargers
Eboigbe fu scelto nel corso del quarto giro (105º assoluto) del Draft NFL 2024 dai Los Angeles Chargers. Nella sua prima stagione mise a segno 2 placcaggi in 5 presenze, nessuna delle quali come titolare.